# Camponotus claripes
Camponotus claripes är en myrart som beskrevs av Mayr 1876. Camponotus claripes ingår i släktet hästmyror, och familjen myror.

## Underarter
Arten delas in i följande underarter:
- C. c. claripes
- C. c. elegans
- C. c. inverallensis
- C. c. marcens
- C. c. minimus
- C. c. nudimalis
- C. c. orbiculatopunctatus
- C. c. piperatus